# Schneverdingen
Schneverdingen är en stad i Landkreis Heidekreis i förbundslandet Niedersachsen i Tyskland.